# Thé d'Uji

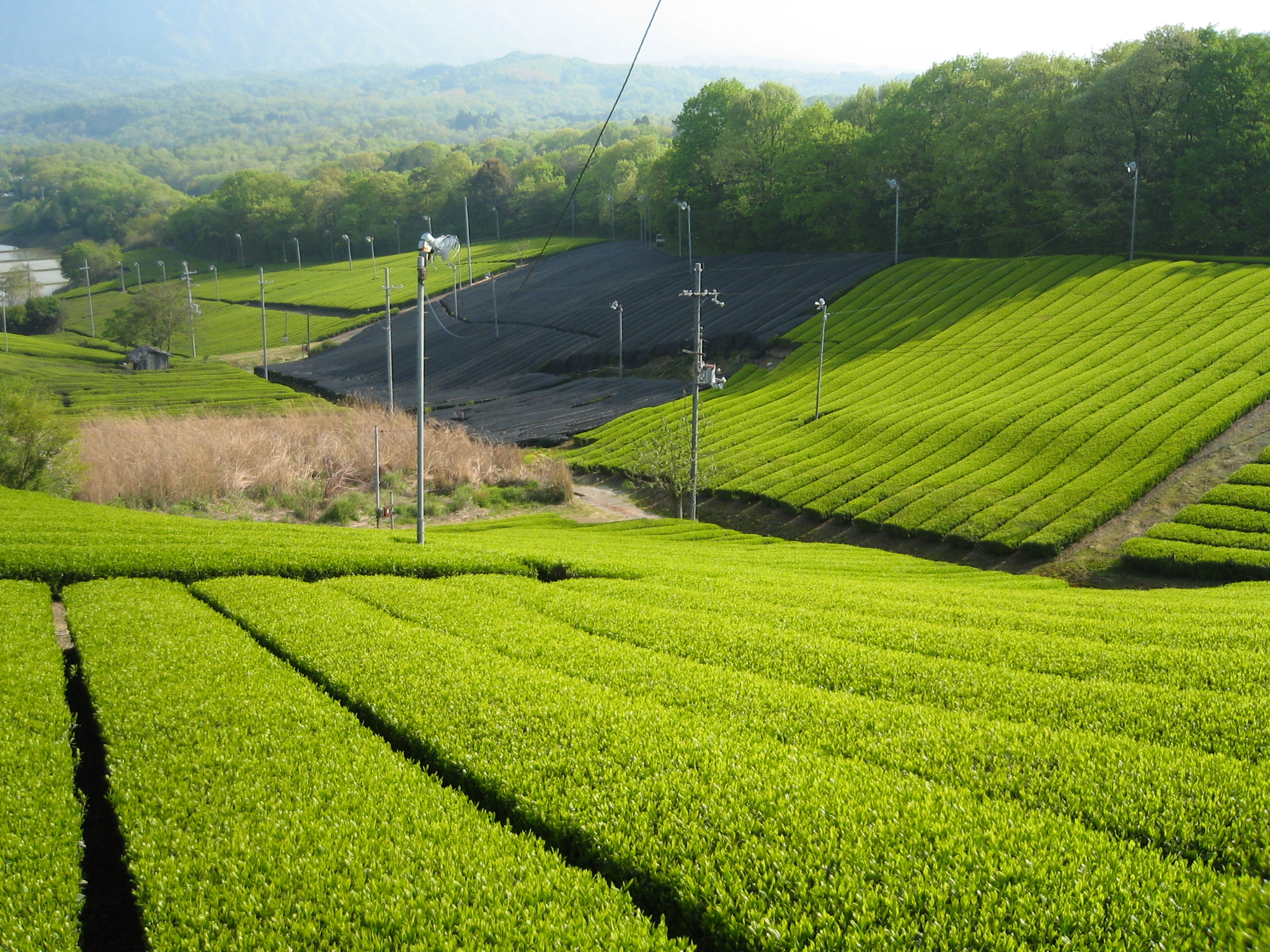
Plantation de thé à Minamiyamashiro, Kyoto, dans la région de Uji.

Le thé d'Uji (宇治茶, Uji-cha) est le thé qu'on cultive à Uji, au Japon.

## Historique
Le moine Zen Eisai (1141-1215), fondateur du courant Rinzai du bouddhisme, est généralement considéré comme responsable du gain de popularité du thé au Japon. En 1191, il revient d'un voyage en Chine avec des graines de théier qu'il plante sur l'île d'Hirado et dans les montagnes de Kyūshū. Il donne d'autres graines au moine Myōe, abbé du temple Kōzan-ji à Kyoto. Ce dernier plante les graines à Toganoo (栂尾) et à Uji, qui deviennent les premières grandes plantations de thé au Japon. Le thé de Toganoo est alors considéré comme le meilleur thé du Japon et appelé « vrai thé » (本茶, honcha) par opposition au « non-thé » (非茶, hicha) produit ailleurs au Japon.
La production du thé est renforcée lorsque le shôgun Ashikaga Yoshimitsu (1358-1408) ordonne l’ouverture de sept plantations de thé à Uji. Ces Uji shichi mei-en (shichi voulant dire « sept », mei étant un mot ancien pour « plantation de thé » et en désignant un jardin ou un champ) étaient Mori, Iwai, Umoji, Kawashimo, Okunoyama, Asahi et Biwa.
Au XVe siècle, le thé d'Uji dépasse celui de Toganoo en qualité et le « vrai thé » devient celui d'Uji,.
Au XXIe siècle, seule la plantation d'Okunoyama est en activité, cependant un projet pour relancer la plantation d'Asahi est en cours.